# Bova Futura
Bova Futura er en af den nederlandske busfabrikant VDL Bova siden 1982 bygget turistbus, som frem for alt udmærker sig gennem sit design, specielt på frontpartiet. Den er totalt blevet solgt i mere end 8.000 eksemplarer.

## Tekniske specifikationer
Alle busser i Futura-serien er udstyret med en firetakts dieselmotor fra DAF, som kan yde op til 435 hk. Alle modeller har et slagvolume på 9,2 liter, yder 361 hk og opfylder Euro4-normen, men kan som ekstraudstyr leveres med Euro5-motor. Derudover er alle Futura-modeller som standardudstyr forsynet med hastighedsbegrænser, som begrænser bussens maksimale hastighed til 100 km/t.

## Versioner
Bova Futura findes i versionerne FHD og FLD, som adskiller sig fra hinanden i højden, hvor FHD er den høje model. Den mindste version hedder Futura FHD 104-365 og kan transportere 36 til 41 personer. Den største model er FHD 127-365, som har plads til 48 til 57 passagerer.